# Coda (système de fichiers)
Pour les articles homonymes, voir Coda.
Coda est un système de fichiers réseau, au même titre que NFS, basé sur AFS2, et qui incorpore des fonctions dédiées à l'informatique mobile.